# Tătulești
Tătulești est une commune roumaine située dans le județ d'Olt.